# Кырвитс, Тыну Тынисович
Тыну Тынисович Кырвитс (эст. Tõnu Kõrvits; род. 9 апреля 1969, Таллин) — эстонский композитор. Лауреат Национальных премий Эстонии в области культуры (2012; 2016).
Окончил Таллинскую музыкальную школу, затем Эстонскую академию музыки (1994) по классу композиции Раймо Кангро, в 1994—1997 гг. учился там же в магистратуре под руководством Яана Ряэтса.

## Биография
Автор одноактных опер «Огненный сад» и «Мои лебеди — мои мысли» (обе 2006), написанных по заказу оперной антрепризы Nargen Opera дирижёра Тыну Кальюсте, Концерта для гитары и струнных, различных симфонических и камерных сочинений. Кроме того, Кырвитс занимается и эстрадной музыкой — так, ему принадлежат аранжировки песен из репертуара известного советского эстонского певца Яака Йоалы для концерта-трибьюта современных эстонских поп-исполнителей.
Лауреат нескольких эстонских музыкальных премий. В 2002 г. стал первым лауреатом Премии молодому деятелю культуры, вручаемой Президентом Эстонии.